# ダニエル・プロダン
ダニエル・クラウディウ・プロダン（Daniel Claudiu Prodan、1972年3月23日 - 2016年11月16日）は、ルーマニア・サトゥ・マーレ出身の元同国代表サッカー選手、元サッカー指導者。ポジションはディフェンダーだった。
プロダンのプロサッカーキャリアには、常に怪我が付き物だったが、主に母国FCステアウア・ブカレストなどで活躍し、ルーマニア代表として、それぞれ1度のFIFAワールドカップとUEFA欧州選手権に参加した。

## クラブ経歴
1991年、地元クラブであるオリンピア・サトゥ・マーレの選手としてプロデビューをした。オリンピア・サトゥ・マーレで2シーズンプレーした後、キャリアの最盛期を迎えることになる、国内の強豪クラブFCステアウア・ブカレストへ移籍した。
20歳で加入したステアウア・ブカレストでは、レギュラーとして活躍し、5度のリーグ優勝の立役者となった。
1997年1月、すでにステアウア・ブカレストやルーマニア代表で名を馳せていたプロダンはアトレティコ・マドリードへと移籍した。加入してすぐの1月5日に行われたエストレマドゥーラUDとのリーグ戦で移籍後初出場に加え、初得点も挙げ、4-2での勝利に貢献した。デビュー戦で2失点したものの、シーズン折り返しを迎えていたチームにおいてレギュラーに定着し、リーグ戦5位フィニッシュに貢献した。翌シーズンは、アンドレイ・フラスカレッリの加入や怪我による離脱、2度のレッドカードによるサスペンションなどもあってシーズン17試合の出場に留まり、ゴールも生まれなかった。
1998年夏、アトレティコ・マドリードを去り、スコットランドのレンジャーズFCに加入した。レンジャーズでは、ステアウア・ブカレストとAFCロカル・ブカレストへのレンタル移籍を含めて、およそ2年半在籍したが、膝の靭帯損傷により、公式戦に1試合も出場できなかった。かなりの長期間、レンジャズーの戦力にならなかったことで2001年1月にクラブから放出された。
レンジャーズ退団以降は母国ルーマニアに復帰し、2002年のACRメッシーナ半年在籍した後、ナショナル・ブカレストにて現役を引退した。

## 代表経歴
1993年から2001年の8年間でルーマニア代表通算54試合に出場し、1ゴールを挙げた。ルーマニア代表としては、1994 FIFAワールドカップとUEFA欧州選手権1996に出場。前者のW杯では、ルーマニア代表はベスト8で敗退するが、プロダンは全試合にフルタイム出場した。また、プロダンのA代表唯一の得点は、1994年11月12日のスロバキア戦のものである。